# Mastigophorophyllon penicilligerum
Mastigophorophyllon penicilligerum är en mångfotingart som beskrevs av Karl Wilhelm Verhoeff 1899. Mastigophorophyllon penicilligerum ingår i släktet Mastigophorophyllon och familjen Mastigophorophyllidae. Inga underarter finns listade i Catalogue of Life.